# Péc Dénes
Péc nembeli Dénes (? – 1284 után) nádor az Árpád-kori Péc nemzetségből. Az ősrégi Péc nemzetség sarja. Atyja, Péc nembeli György, nagyapja Péc nembeli Lukács volt. 1257-ben két horvát vármegye, Polhana és Pset ispánja volt. 1259-től Béla herceg udvarbírája és zalai ispán, 1263-ban István ifjabb király nádora volt. 1270-ben és 1273-ban részt vett az osztrák–cseh hadjáratokban. Kun László uralkodása idején a Kőszegi-párttal együtt különböző magas tisztségeket töltött be. 1272-ben országbíró, 1273–74-ben nádor, 1274-ben szlavón bán, 1275-ben másodszor országbíró, zalai ispán, és királynéi tárnokmester, 1277-ben harmadszor országbíró, 1277–78-ban ismét nádor, somogyi ispán, 1282-től 1284-ig sárosi ispán.

## Családja
Dénes a kiterjedt Péc nemzetség zalai ágából származott, amely a Magyar Királyság más részein kívül a Dunántúl több megyéjében is rendelkezett nagy kiterjedésű birtokokkal. Dénes 1223 és 1228 között született, a feltehetően 1243 és 1244 között Zala vármegye ispánjaként szolgáló Péc nembeli György három fiának egyikeként. Testvérei Serfesd és Péter voltak, akiket lakhelyük (Névna és Ludbreg) után „névnai” és „ludbregi” előnévvel illetnek. Dénesnek számos befolyásos rokona volt, köztük unokatestvérei, Gergely és Apor. Ismeretlen feleségétől két gyermeke született: János fia 1295-ben Morosini Tomasina anyakirálynő bizalmasaként Veszprém megyei ispán volt, míg ismeretlen lánya a Hahót nembeli István (fl. 1272–1296), varasdi ispánhoz ment férjhez, akik egyetlen fiuk, Hahót nembeli Lendvai Miklós révén a nagyhatalmú nemesi alsólendvai Bánffy család ősei voltak.

## Élete

### István herceg híveként
A korabeli források 1256 márciusában említik először, amikor már Szolnok vármegye ispánjának nevezték. Mivel közvetlen elődje, a Türje nembeli Dénes az előző évben meghalt, valószínű, hogy Péc Dénes már 1255 második fele óta töltötte be ezt a tisztséget. Ebben a minőségében legalább 1258 áprilisáig működött, amikor a Veszprém vármegye területén fekvő bakonyi királyi erdő ispánjaként is emlegették. Dénes már akkor is elkötelezett híve volt István hercegnek, mivel a királyi erdő IV. Béla magyar király legidősebb fiának fennhatósága alá tartozott, akit abban az évben Stájerország hercegévé tettek. Mivel a szolnoki ispánság az 1260-as években az erdélyi vajda méltóságával egyesült, ami egészen a 15. századig tartott, Dénes volt az utolsó ismert szolnoki ispán. 
Stájerországot 1254-ben a Magyar Királysághoz csatolták, de a helyi urak fellázadtak, és még István herceg kinevezése előtt elűzték IV. Béla kormányzóját, Gutkeled Istvánt, aki két szomszédos vármegyét (Vas és Zala) is megkapott apjától Magyarországon. Dénes azon jeles dunántúli nemesi származású fiatal főurak közé tartozott, akik IV. Béla királyi udvarában az idősebb nemzedékek hatására tisztség nélkül maradtak, így támogatták a herceg törekvéseit. Dénes részt vett abban a hadjáratban, amellyel István herceg és apja közösen visszafoglalták Stájerországot és leverték a lázadókat. Dénest 1259. május 26-án ], amikor Grazban, a stájer tartomány székhelyén tartózkodott urával együtt, kinevezték a hercegi udvar asztalnokmesterének, Zala vármegye ispánjának és Pettau (a mai Ptuj) kapitányának. Ebben a minőségében Gutkeled Istvánnak volt alárendelve, aki a pettaui várból irányította a megszállt tartományt. II. Ottokár cseh király támogatásával azonban a helyi urak ismét fellázadtak. 1260 januárjára István herceg csak Pettaut és környékét tudta megtartani, ahol Dénes kapitányként szolgált. Részt vett a későbbi összecsapásokban, de az 1260. júliusi kroissenbrunni csata után az egész tartomány elveszett a magyarok számára. Ezt követően István elhagyta Stájerországot, és visszatért Erdélybe. Körülbelül ugyanebben az időben Dénest Zala vármegye ispáni posztján Csák Hahót váltotta fel.
István herceg kapcsolata IV. Bélával az 1260-as évek elején megromlott. Egy rövid belső konfliktus után IV. Béla és fia felosztotta az országot, és István a november 25-e körül megkötött és 1262. december 5-én megerősített pozsonyi békével összhangban megkapta a Dunától keletre eső területeket.  Az ifjabb király (rex iunior) egyik legjelentősebb hívévé válva Dénes legalább 1263. május 3-tól a hercegi udvar nádora és Bács vármegye ispánja lett,  de valószínű, hogy már 1262 decembere óta viselte mindkét méltóságot. Dénes 1263 második felében részt vett a herceg bolgár hadjáratában, mivel 1263 októberében Péterváradon királyi oklevelet adott ki.  Befolyása és magas beosztása ellenére Dénes elárulta urát, István herceget, és 1264 őszén időnként csatlakozott IV. Béla híveihez. Ugyanebben az időben a király és hűséges tanácsadói titokban kapcsolatba léptek István legbefolyásosabb udvaroncaival, hogy rávegyék és megvesztegessék őket, hogy hagyják el a herceg hűségét.  Kádár Tamás történész azt állítja, hogy Dénes viszonya a herceggel megromlott, miután Béla udvarában nem lett a királyi tanács tagja, hatalmi befolyását is elveszítette, így átállása szükséges, kényszerű lépés volt. Ezen túlmenően örökölt és megszerzett földjei nagyrészt Kőrös és Zala megyékben helyezkedtek el, amelyek a kiskorú Béla szlavón herceg, Béla király legfiatalabb, és kedvenc gyermeke tartományához tartoztak.

### A királyi udvarban
Az apa és fia közötti későbbi harcokban való részvétele ismeretlen. Béla herceg szlavóniai udvarának tagjaként Péc Dénest 1266 márciusában említik először Szerém vármegye ispánjaként, de feltehető, hogy rögtön átállása után már kinevezték ebbe a hivatalba. „Peset és Poljana urának” titulálták, amikor ugyanabban az évben a topuszkai ciszterci apátság és Poljana lakosai között folyó perben ítélkeztek. 1268-ra Dénest magasabb méltóságra emelték, amikor Béla herceg udvarispánja lett. Emellett Nyitra vármegye ispánja is volt abban az évben. Nyitra vára 1263-ban a többi vár mellett Béla herceg birtokába került. Ebben a minőségében Dénes hónapokat töltött Veszprém vármegyében, ahol áttekintette a korábbi királyi földadományokat és meghatározta több terület tulajdonjogát. 1268. november elejére Dénes másodszor is Zala vármegye ispánja lett, Csák Hahót helyett, aki őt követően Nyitra vármegye élére került. Ura, Béla herceg 1269 közepén halt meg, nem sokkal az idős IV. Béla halála előtt, aki maga 1270. május 3-án hunyt el. Ez jelentős hatással volt további pályája alakulására.
István herceg a hónap végére V. Istvánként lépett a magyar trónra. Ennek eredményeként Péc Dénes rövid időre elvesztette politikai befolyását. Zala vármegye ispáni posztjában a király hűséges katonája, a Miskolc nembeli Panyit váltotta fel. A nyugati határvidéken a Magyarország és Csehország között kibontakozó háború során Zala kiemelt stratégiai jelentőségű területté vált. Ennek eredményeként a helyi befolyásos urakat, köztük Dénest, 1270 végére részben politikailag rehabilitálták.1270 decembere körül a Zágráb vármegye területén található marócai ispánságot kapta meg. Péc Dénes Miskolc Panyit, Monoszlói Gergely és Ernye Ákos mellett annak a II. Ottokár cseh királlyal szemben felvonuló királyi sereg egyik parancsnoka volt, amely Stájerország délkeleti részét pusztította. Bad Radkersburgot, Fürstenfeldet, Limbuhot és Trasachot ostromolta, majd napokon belül visszatért. Amikor december 21-én V. István személyesen indított támadást Ausztriában, valószínűleg Dénes is részt vett az összecsapásokban, hiszen zászlaja alatt rokona, Miklós is jelen volt. Amikor Ottokár király 1271 áprilisában megszállta a Dunától északra fekvő területeket, és számos erődöt elfoglalt, Dénes több csatában is harcolt. Jelen volt akkor is, amikor a két király követe július 2-án Pozsonyban megegyezésre jutott. V. István esküvel erősítette meg a szerződést, és a dokumentumot Dénes is aláírta.

### A király bárójaként
Gutkeled Joakim bán 1272 nyarán elrabolta István tízéves fiát és örökösét, Lászlót, és Kapronca várába zárta, ezzel kezdetét vette a feudális anarchia korszaka. V. István azonnal kormányt váltott, és Péc Dénest országbíróvá nevezte ki, aki bekerülve a királyi tanácsba, az ország egyik leghatalmasabb bárója lett. Méltósága mellett Varasd vármegye ispánjaként is tevékenykedett.  V. István 1272. augusztus 6-án halt meg. Utána IV. László lett a magyar király. Kiskorúsága idején számos bárói csoportosulás – elsősorban a Csákok, Kőszegiek és Gutkeledek – harcoltak egymással a legfőbb hatalomért. Szűcs Jenő történész szerint László első öt uralkodási évében az idős, tekintélyes bárók, akiket nádorrá és más főtisztviselővé tettek, így Péc Dénes, Ákos Ernye, Rátót Roland és Kemény fia, Lőrinc stabil pontnak, egyúttal „szépségfoltnak” számítottak a gyorsan változó kormányokban. Ennek ellenére Dénes kezdetben ahhoz a Kőszegi–Gutkeled–Geregye bárói csoporthoz tartozott, amelyet a dunántúli bárók és családok uraltak. Ennek ellenére hamarosan Dénes szeptemberre mindkét hivatalát elvesztette, és átmenetileg visszavonult a politikától. Ehelyett katonai hírnevét alapozta meg azzal, hogy Oklics ispánjaként 1273 februárjában Csák Máté, Kőszegi Iván, Gutkeled Joakim és Aba Amadé mellett részt vett a magyar betörésekben Ausztriába és Morvaországba. Bevonultak Fürstenfeldbe, majd ostrom alá vették, kifosztották és elpusztították a környező területeket. A rajtaütések megtorlásaként Ottokár csapatai 1273 áprilisában betörtek Magyarország határvidékére. Dénes augusztusban Győr mellett harcolt utóvédeivel. Októberben a száműzetésből Magyarországra hazatért Gutkeled Joakim és Monoszló Egyed mellett Detrekő vára falainál verte le a morva sereget.

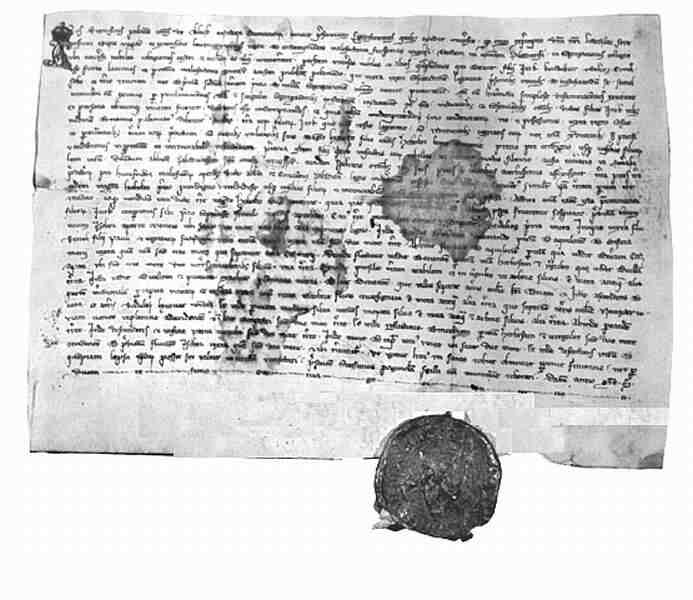
Péc Dénes nádori oklevele 1273-ból

A cseh invázió visszaverését követően a Kőszegiek és szövetségeseik a királyi tanács több tagját kizárták, és 1273 végén, ahogy Szűcs monográfiájában nevezte, homogén „pártkormányt” hoztak létre. Következésképpen Dénest 1273 decembere körül Magyarország nádorává nevezték ki, miközben megtartotta oklicsi ispáni tisztét is. Annak ellenére, hogy a Kőszegi-csoport bábjának tartották, Dénes már első ciklusa során nagy hatású és hosszan tartó reformokat kezdeményezett a nádori méltóság intézménytörténetében. Erzsébet királynének, mint régens királynőnek a hatalomból való eltávolítása érdekében a bárók 1273 tavaszától reformokat vezettek be az igazságszolgáltatásban, először Szlavóniában, ahol Kőszegi Henrik bánként szolgált, majd ezt követően Magyarországon is, amikor kizárólag ők töltötték be a fontos pozíciókat.  Dénes volt az első nádor, aki közvetlenül kinevezése után nádori közgyűlést (generalis congregatio) tartott. Oklevele szerint Zala megyében gyűlést hívott össze, majd két „gonosztevőt” elítélt, és „a király parancsára és az ország báróinak tanácsára” távollétükben elkobozta földjeiket. Ez a kifejezés egyetlen királyi parancsra utal, ami arra utal, hogy ezt az intézményt eredetileg ideiglenesnek szánták. Az iraton pecsétjének egy töredéke is megőrződött az eredeti ("... IT .. ..... FILI COTS GEORGI") körülírással, valamint egy hosszúkás pajzzsal, rajta kereszt és egyéb szimbólumok (esetleg hold és csillag) sematikus rajzával. Dénes 1274 tavaszán hónapokat töltött Mánd községben, így figyelemre méltó, hogy az előző évben ott is összehívta a nádori gyűlést. 
Csák Péter és szövetségesei Gutkeled Joakimot és pártját eltávolították a hatalomból, csak Kőszegi Henrik maradt bán, de befolyás nélkül. Péc Dénes kilépett szövetségükből és hűséget fogadott Csákék bárói csoportjának. Ennek eredményeként meg tudta őrizni nádori pozícióját. Gutkeled Joakim és Kőszegi Henrik bosszúból 1274 júniusában elfogták IV. Lászlót és édesanyját. Csák Péter ugyan kiszabadította a királyt és anyját, de a két főúr elfogta László öccsét, Andrást, és Szlavóniába vitte. András herceg nevében Szlavóniát követelték, de Csák Péter a szeptember végi fövenyi csatában, ahol Kőszegi Henrik életét vesztette, megverte egyesült erőiket. Nem sokkal ezután az uralkodó Csák csoport átszervezte a kormányt: Dénes elvesztette nádori tisztét, és Szlavónia bánjaként a néhai Kőszegi Henrik utódja lett. 1275 januárjára Zala vármegye királybírája és ispánja lett, de Lászlónak a Csák vagy a Kőszegi bárói csoporttal szembeni lépései miatt márciusra mindkét tisztségét elveszítette. 1275 áprilisától ismét Zala vármegye ispánjaként működött, míg júniusban Izabella királyné udvarában tárnokmesterré is kinevezték. Mindkét tisztségét 1275 második feléig töltötte be.  IV. László 1275. augusztus 11-én a marócai ispánságot és a várat örökletesen Dénesnek adományozta. Dénes az elkövetkező években ott építette fel Zelna várát.
Dénes 1277-ben már harmadszor szolgált országbíróként.  Csak egyetlen oklevél őrizte meg ezt a hivatali időt, amikor novemberben Sopronban tartózkodott a király kíséretében. Jelen volt, amikor IV. László november 11-én találkozott a német I. Rudolffal Hainburgban, hogy megerősítsék a II. Ottokár elleni szövetséget. Dénes az év végére nádori méltóságra emelkedett, miközben Csák Péter helyén Somogy vármegye ispánja is volt.  1278 februárjában Kaposváron összehívta a második dokumentált nádori gyűlést. Unokatestvére, Péc Gergely mellett a következő hónapban Somogyváron lakott, ahol a Bő János és Hahót Atyusz közötti perben döntőbíróként tevékenykedett. Március 22-ig Dénest mindkét poszton Csák Péter követte. Amikor a két Gutkeled testvér, II. Miklós és II. István 1278 novemberében kibékültek riválisaikkal, a zágrábi Babonicsokkal, Csák Máté, Csák István, Péc Dénes és testvére, Ludbregi Péter kezességet vállaltak Gutkeledeknek. Péc Dénes 1279 februárjában a Somogy megyei Babóton Csák Máté mellett a harmadik nádori gyűlés társelnöke volt.
Dénest legközelebb 1282 októberében említik a korabeli feljegyzések, amikor Sáros vármegye ispánjaként működött. Ezt a címet legalább 1284 júliusáig viselte.  1283 áprilisa és októbere között harmadszor is Magyarország nádorává nevezték ki, miközben Somogy vármegye ispánjaként is tevékenykedett.  A tisztségeket 1284 júliusáig, megszakítás nélkül töltötte be.  1285 októberében Izabella királyné udvarának tárnokmestere és Zala vármegye ispánja volt. Péc Dénes 1288. március 7. előtt halt meg.

## Fordítás
Ez a szócikk részben vagy egészben  a   Denis Péc című angol Wikipédia-szócikk ezen változatának fordításán alapul.  Az eredeti cikk szerkesztőit annak laptörténete sorolja fel. Ez a jelzés csupán a megfogalmazás eredetét és a szerzői jogokat jelzi, nem szolgál a cikkben szereplő információk forrásmegjelöléseként.